# Землетрясение в Фукусиме (2022)
Землетрясение в префектуре Фукусима — сильное землетрясение, произошедшее 16 марта 2022 года у побережья префектуры Фукусима, Япония. По данным Геологической службы США, магнитуда землетрясения составила 7,3. В результате цунами погибли 4 человека, 225 ранены. Было зафиксировано цунами высотой до 30 см.

## Землетрясение
По данным Японского метеорологического агентства, землетрясение имело магнитуду 7,4 MJMA, а гипоцентр находился на глубине 60 км. Геологическая служба США заявила, что землетрясение имело магнитуду 7,3, а гипоцентр находился на глубине 63,1 км. Ему предшествовал форшок магнитудой 6,5 на глубине 47,2 км.
Землетрясение произошло в результате обратного разлома на глубине 60 или 63,1 км в пределах Тихоокеанской плиты. Геологическая служба США заявила, что основным участком разрыва была область овальной формы, расположенная на глубине 50—70 км. Сдвиг мог произойти не более чем на 1,9 метра. Землетрясение считается афтершоком катастрофического землетрясения в Японии 2011 года. Землетрясение отличается от события 2011 года тем, что произошло внутри Тихоокеанской плиты, в то время как событие 2011 года произошло из-за сдвига на границе между Тихоокеанской и Охотской плитами.

## Магнитуда
Японское метеорологическое агентство заявило, что максимальная интенсивность 6+ по шкале сейсмической интенсивности JMA была зарегистрирована в префектурах Мияги и Фукусима, в то время как Геологическая служба США сообщила о максимальной интенсивности по шкале Меркалли VIII (Сильная). Землетрясение ощущалось в городах Нанао и Аомори. Большая глубина гипоцентра, а также его масштабы привели к сильному ощущению толчков в регионах Тохоку и Канто.

## Последствия
Министерство земли, инфраструктуры, транспорта и туризма Японии сообщило, что в районе Большого Токио было зарегистрировано 17 случаев остановки лифтов с людьми внутри. Ещё о восьми случаях сообщалось в префектурах Тиба, Канагава, Ибараки и Сайтама.
Серьёзные перебои в подаче электроэнергии произошли в регионах Тохоку и Канто. По оценкам, 2,2 миллиона домохозяйств из 13 префектур остались без электричества. Сообщалось о 300 000 отключениях электроэнергии. 120 000 случаев отключения электроэнергии произошло в Токио, 60 000 в Канагаве и 50 000 в префектуре Тиба. Tohoku Electric Power Co., Inc. заявила, что произошло примерно 153 200 перебоев в подаче электроэнергии, из них 90 000 в Фукусиме и 50 000 в префектуре Мияги.

## Погибшие и раненые
Мужчина в возрасте 60 лет из Сомы, Фукусима, умер после того, как выпрыгнул из окна, чтобы спастись. Вторая смерть произошла в Томе, Мияги, от сердечного приступа умер мужчина возрастом 70 лет. Третья смерть произошла в Ситигахамае, Мияги. Премьер-министр Японии Фумио Кисида сообщил 17 марта, что четыре человека погибли и по меньшей мере 97 получили ранения.
По меньшей мере 49 жителей префектуры Мияги и 36 в префектуре Фукусима получили травмы и нуждались в медицинской помощи. Четыре человека в Курихаре, Мияги, получили незначительные травмы из-за падающих предметов. В регионе Косинъэцу, как сообщается, пострадали десять человек. Три человека получили ранения в префектурах Ивате и Ямагата, один человек был ранен в префектуре Акита.
NHK сообщила о 225 раненых.

## Цунами
Предупреждения о цунами были выпущены для населения вдоль побережья префектур Мияги и Фукусима, началась эвакуация. Предупреждения о цунами были отменены в 05:00 по местному времени, поскольку наблюдались лишь небольшие волны. Официальные лица заявили, что изменения высоты волн на побережьях префектур Фукусима, Мияги и Иватэ не преведут к серьёзным последствиям.
Цунами высотой 20 см было зафиксировано в порту Исиномаки, Мияги, в 00:29 по местному времени. В 02:14 было зафиксировано цунами высотой 30 см. В порту Сендай цунами достигло 20 см в 03:15.